# Annie Ackerman
Annie Ackerman (1914 - 1 de marzo de 1989) fue una activista política estadounidense. Conocida como la Reina del Condominio, se mudó a Miami en 1969 desde Chicago. En Florida se convirtió en un miembro destacado del Partido Demócrata. Fue incorporada al Salón de la Fama de las Mujeres de Florida.

## Biografía
Ackerman creció en Chicago. En 1969, ella y su esposo Irving se mudaron a North Miami Beach.
Dirigía una asociación de condominios y su apoyo era requerido a menudo por los políticos locales y los candidatos presidenciales. Al convertirse en una reconocida figura política, llegó a controlar 40.000 votos e influyó en miles más. Conoció a Jimmy Carter, Walter Mondale y Michael Dukakis, a quienes apoyó en sus campañas presidenciales. En su juventud, Ackerman trabajó para Richard J. Daley y a menudo organizaba protestas. Un tramo de 30 manzanas del Boulevard Biscayne fue nombrado en su honor.